# إميلي ويلسون
إميلي ويلسون (بالإنجليزية: Emily Wilson II)‏ هي ممثلة أمريكية، ولدت في 28 أبريل 1985 في وستمنستر في الولايات المتحدة.

## أعمال

### مسلسلات
- كيف قابلت أمكما

## وصلات خارجية
- إميلي ويلسون على موقع IMDb (الإنجليزية)
- إميلي ويلسون على موقع ألو سيني (الفرنسية)
- إميلي ويلسون على موقع أول موفي (الإنجليزية)
- إميلي ويلسون على موقع قاعدة بيانات الفيلم (الإنجليزية)
- إميلي ويلسون على موقع كينوبويسك (الروسية)